# Austral Alien
Austral Alien is het vijfde album van Alchemist, uitgebracht in 2003. In Australië kwam het uit op Chatterbox, in Europa en de Verenigde Staten op Relapse. Het is een conceptalbum over de milieuproblematiek.

## Track listing
1. "First Contact" − 3:08
2. "The Great Southern Wasteland" − 4:13
3. "Solarburn" − 3:51
4. "Alpha Capella Nova Vega" − 4:33
5. "Older than the Ancients" − 4:42
6. "Backward Journey" − 4:24
7. "Nature on a Leash" − 4:03
8. "Grief Barrier" − 3:34
9. "Epsilon" − 3:55
10. "Speed of Life" − 4:07
11. "Letter to the Future" − 5:52

## Band
- Adam Agius - Zanger / Gitarist / Toetsenist
- Roy Torkington - Gitarist
- John Bray - Bassist
- Rodney Holder - Drummer